# Hrvatsko zagorje
Hrvatsko zagorje – kraina historyczna w północno-zachodniej Chorwacji, o powierzchni około 1900 km². W większości administracyjnie należy do żupanii krapińsko-zagorskiej, oprócz tego także do varażdińskiej i zagrzebskiej.

## Geografia

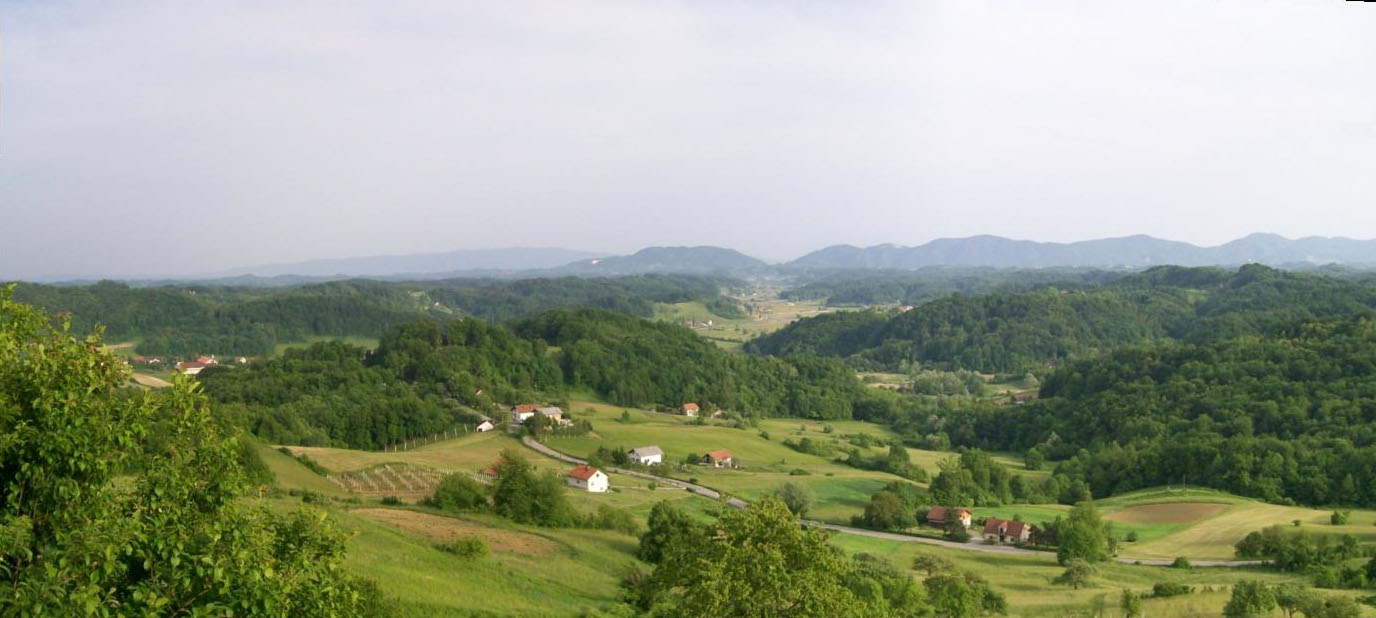
Typowy krajobraz Hrvatskiego zagorja

Klimat Hrvatskiego zagorja jest umiarkowanie kontynentalny; średnia roczna temperatura waha się od 9 °C do 12 °C, a roczne opady od 900 do 1200 mm. Jest to obszar aktywny sejsmicznie – trzęsienia ziemi miały miejsce w Ivancu (1973), Ivanščicy (1983), Gornjej Bistrej (1990) i Svetim Mateju (1997). Ważniejsze wzniesienia regionu to Maceljsko Gorje (884 m) z Ravną Gorą (686 m), Kalnik (643 m), Medvednica (1030 m), Desinićka gora (505 m), Kuna gora (520 m), Brezovica (531 m), Strahinščica (Strahinčica; 846 m) i Ivanščica (Ivančica; 1060 m).
Główne szlaki komunikacyjne regionu to linia kolejowa Zagrzeb – Varaždin i austostrada A2 do Zagrzebia. Głównym ośrodkiem Hrvatskiego zagorja jest Krapina; inne ważniejsze miejscowości to: Ivanec, Oroslavje, Bedekovčina, Zlatar, Zabok, Donja Stubica, Novi Marof, Stubičke Toplice, Pregrada, Varaždinske Toplice, Zlatar-Bistrica, Krapinske Toplice, Radoboj, Veliko Trgovišće, Mihovljan, Hum na Sutli i Marija Bistrica.
Charakteryzuje się licznymi, małymi i rozproszonymi gospodarstwami rolnymi, w których przede wszystkim uprawia się kukurydzę, ziemniaki, rośliny pastewne, winorośl i owoce (jabłka, śliwki) oraz hoduje trzodę chlewną i bydło. Funkcjonują tu przemysł tekstylny (Oroslavje, Zabok, Krapina, Zlatar, Klanjec, Ivanec), metalowy (Donja Stubica, Ivanec), spożywczy (Zlatar Bistrica), drzewny (Novi Marof, Zabok), budowlany (Zlatar, Krapina) i metalurgiczny (Kumrovec), porcelanowy (Pojatno). Funkcjonują tu liczne uzdrowiska (Tuheljske Toplice, Varaždinske Toplice, Krapinske Toplice, Stubičke Toplice, Tuheljske Toplice i Sutinske Toplice).

## Historia
W starożytności obszar Hrvatskiego zagorja zamieszkiwany był przez ludy iliryjskie, a następnie, podbity przez Rzymian, wszedł w skład prowincji Panonia. We wczesnym średniowieczu znajdował się pod panowaniem Ostrogotów, Awarów i Franków, by następnie wejść w skład Królestwa Chorwacji. W XIII wieku powstał tu system obronnych fortyfikacji. W 1573 roku wybuchło powstanie chłopskie. Hrvatsko zagorje było obszarem migracji ludności z terenów znajdujących się pod panowaniem osmańskim. Na początku XIX wieku było najgęściej zaludnionym obszarem Chorwacji, aczkolwiek od połowy XIX wieku do połowy XX wieku ponad 150 000 osób wyemigrowało stąd, głównie do Slawonii.
Region znany jest z wytwarzania tradycyjnych drewnianych zabawek oraz z wyrobu pierników (licitari), najczęściej w kształcie serca.

## Galeria zdjęć

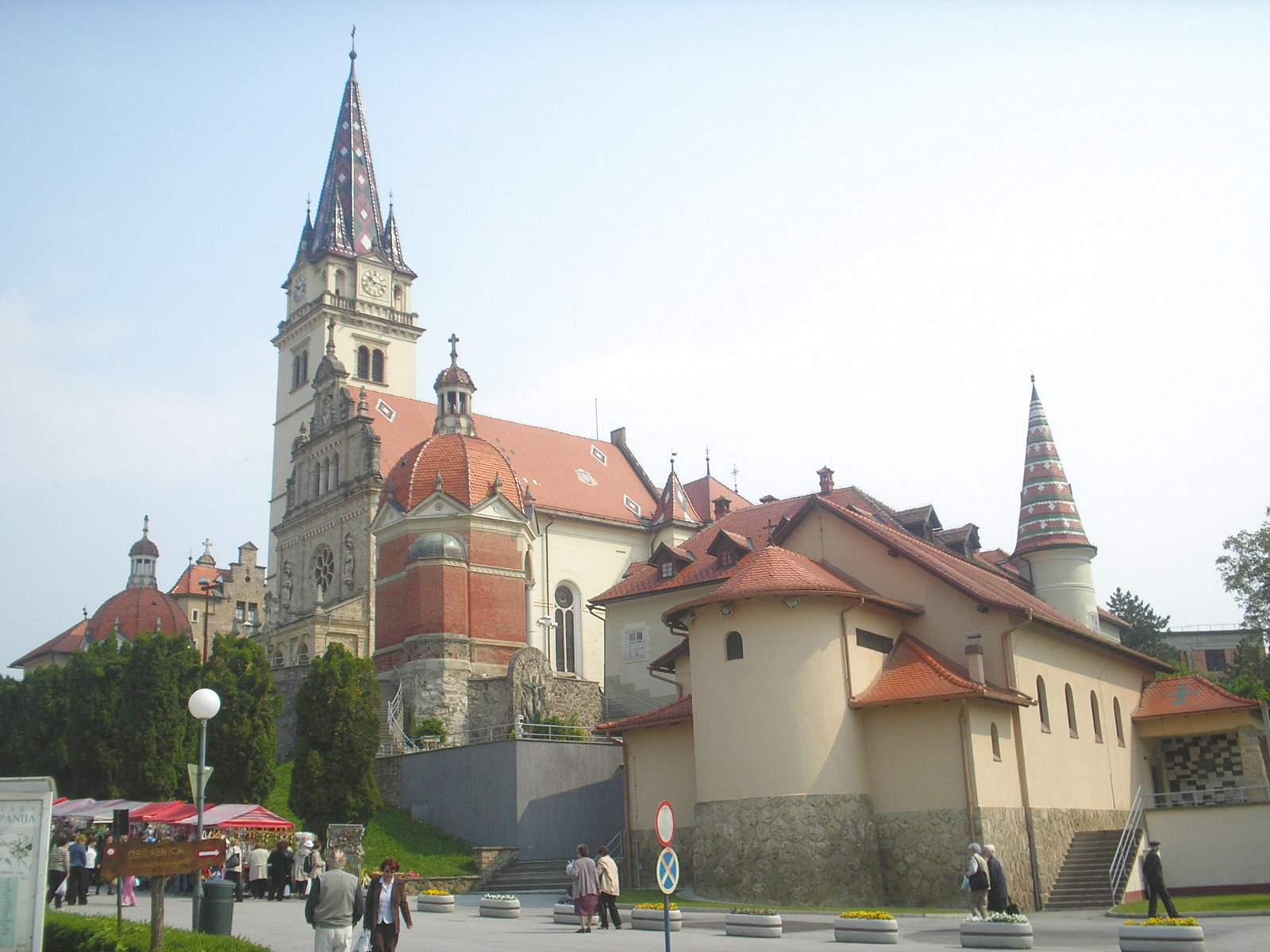
Bazylika Matki Boskiej Bistrickiej
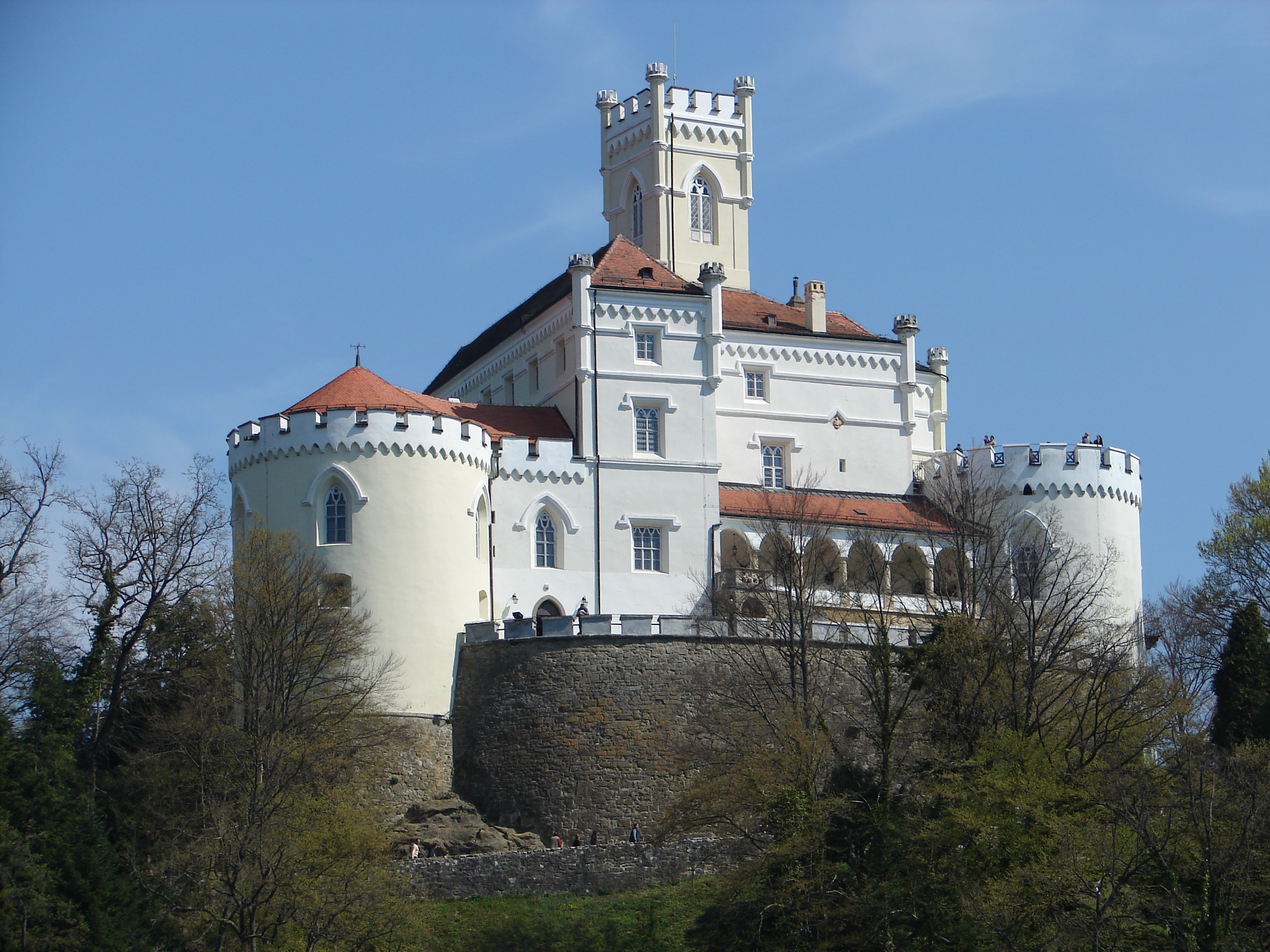
Trakošćan
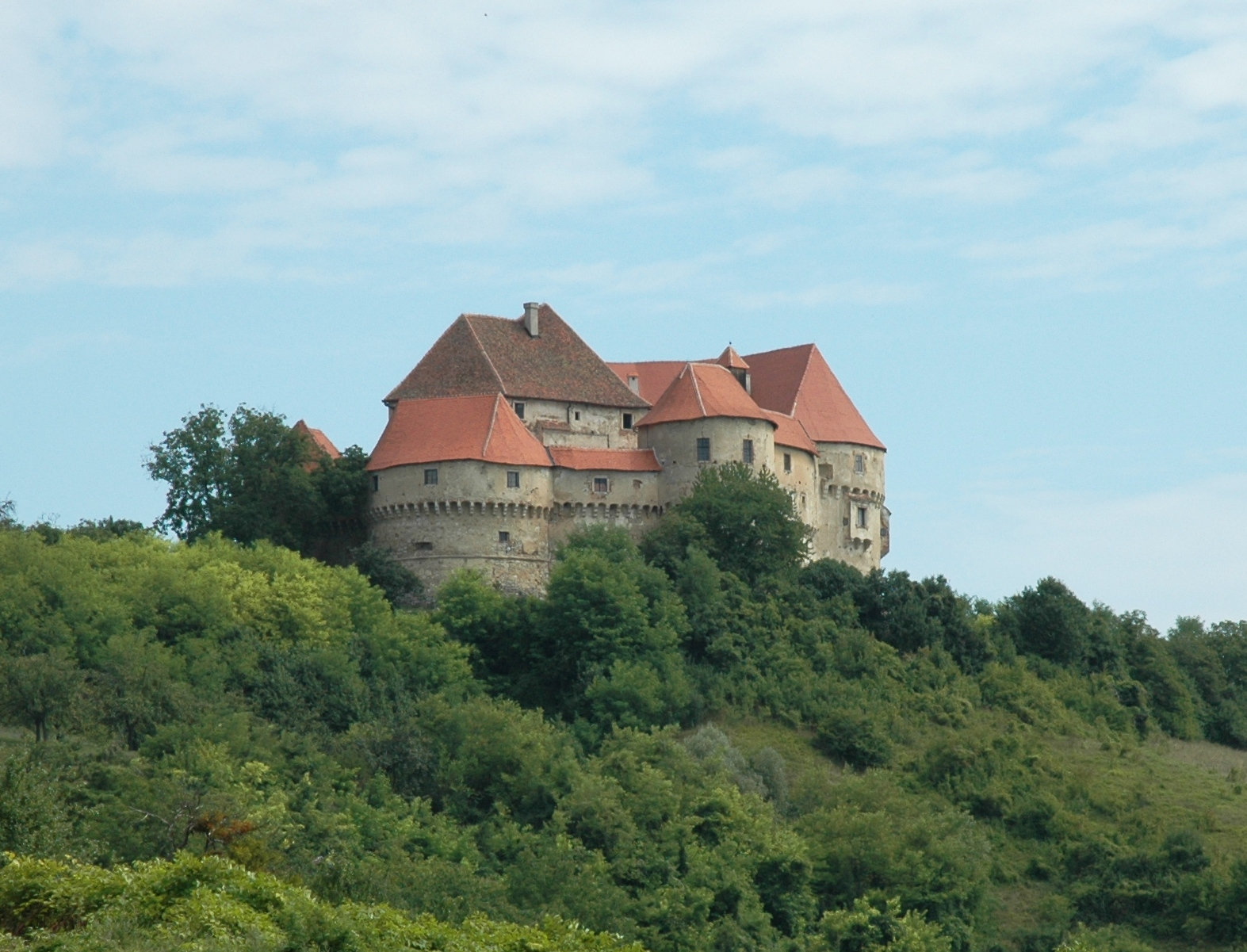
Veliki Tabor
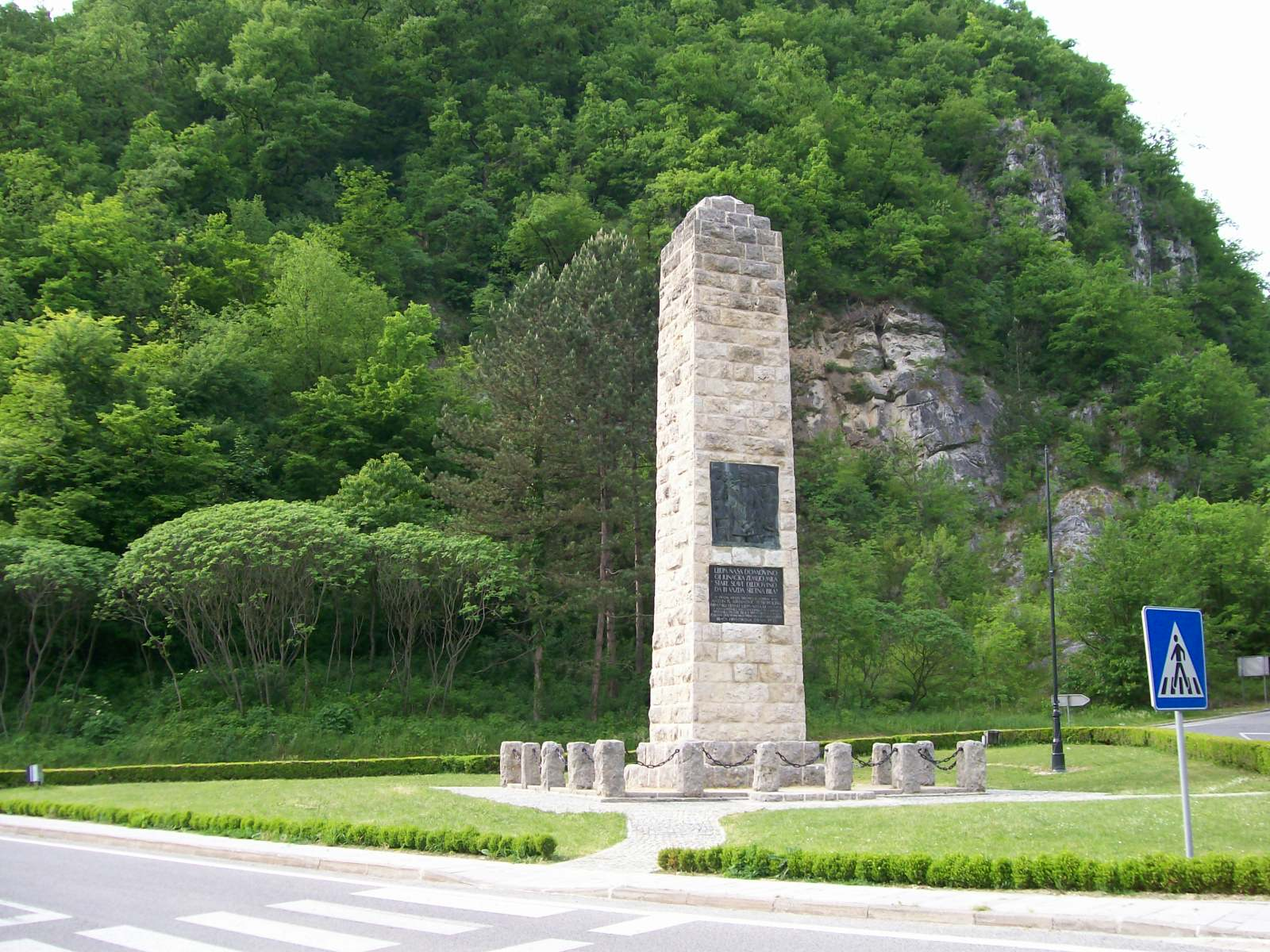
Zelenjak – pomnik chorwackiego hymnu
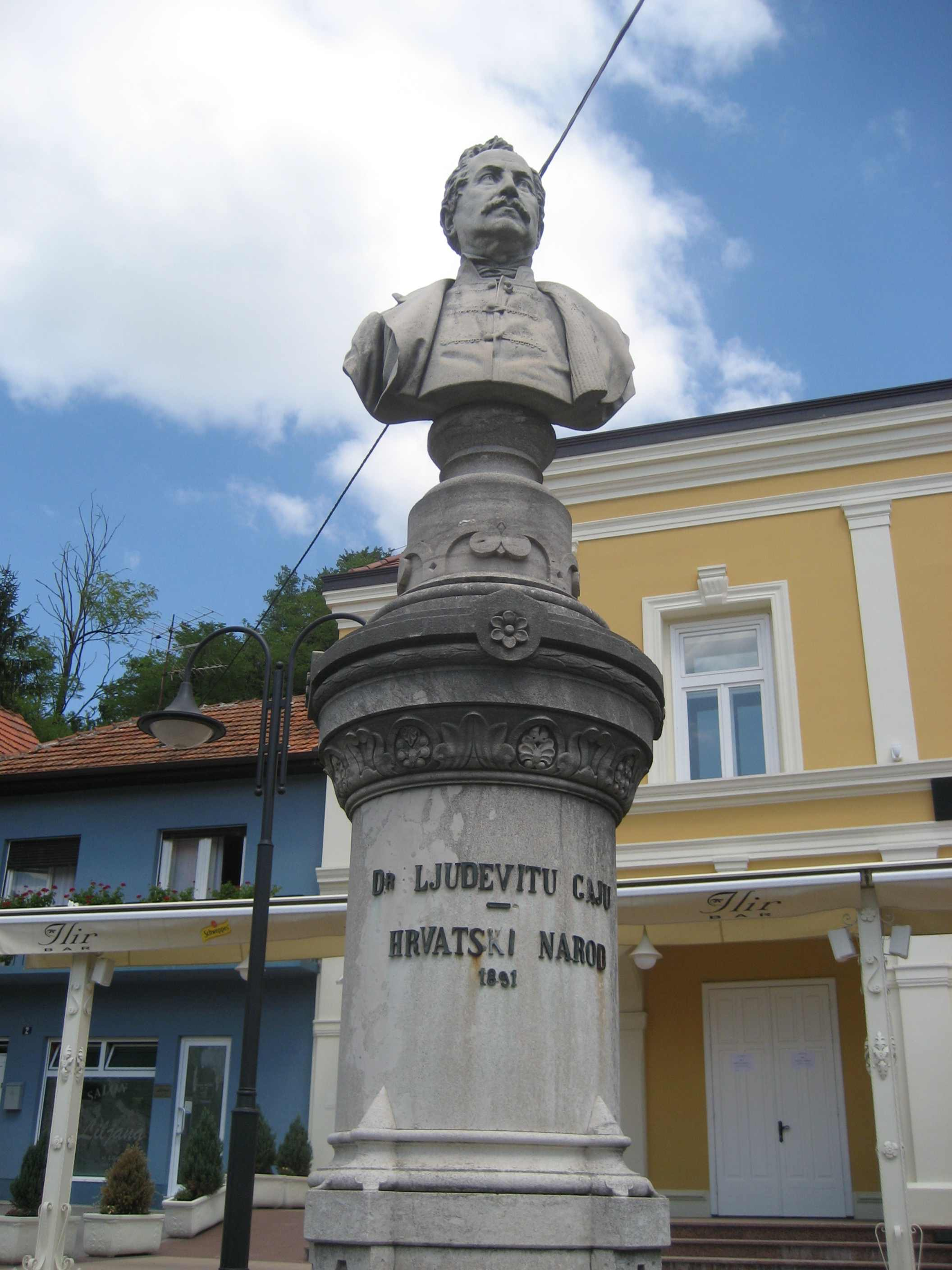
Krapina – pomnik Ljudevita Gaja
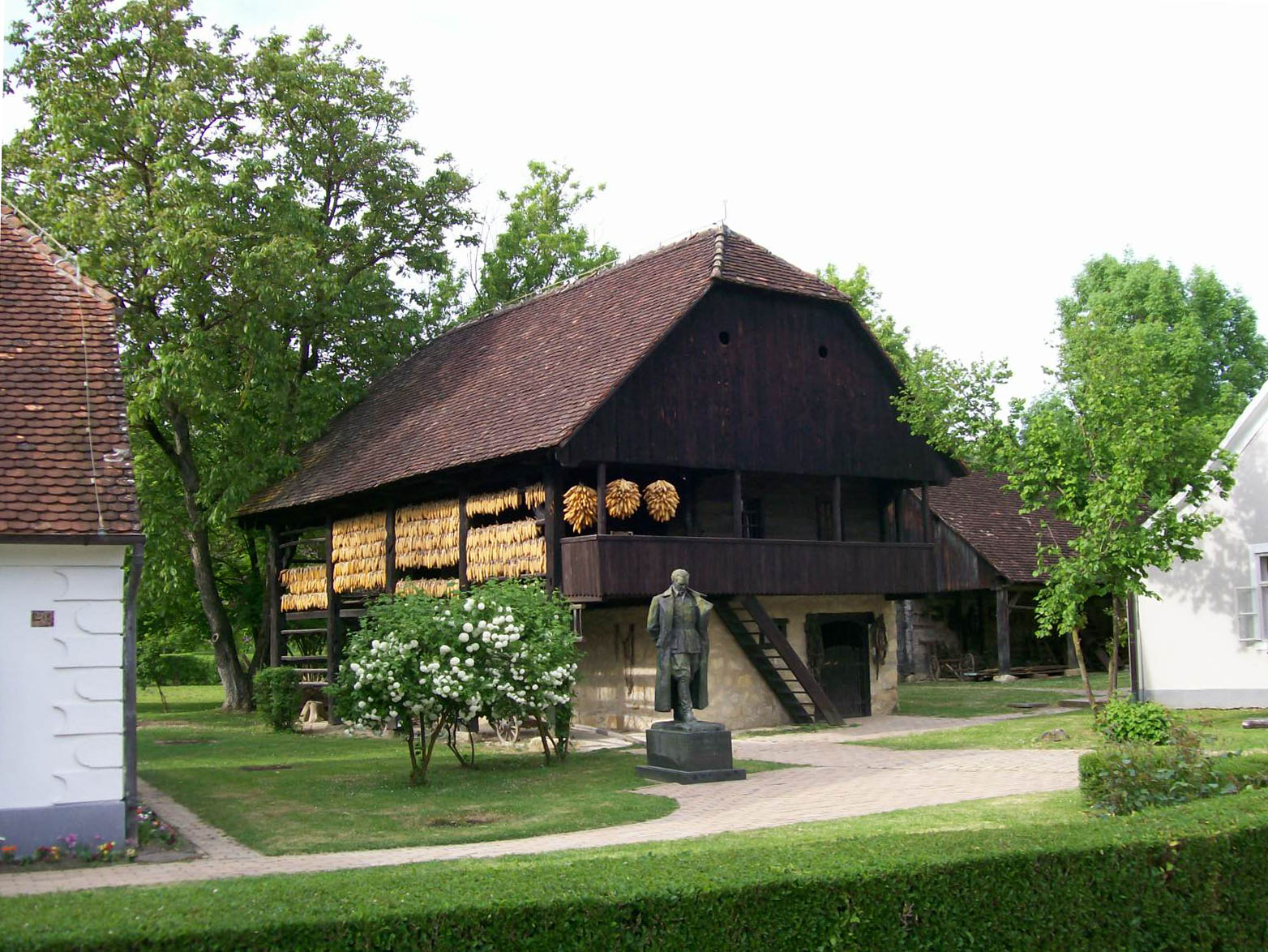
Kumrovec – dom Josipa Broza Tity
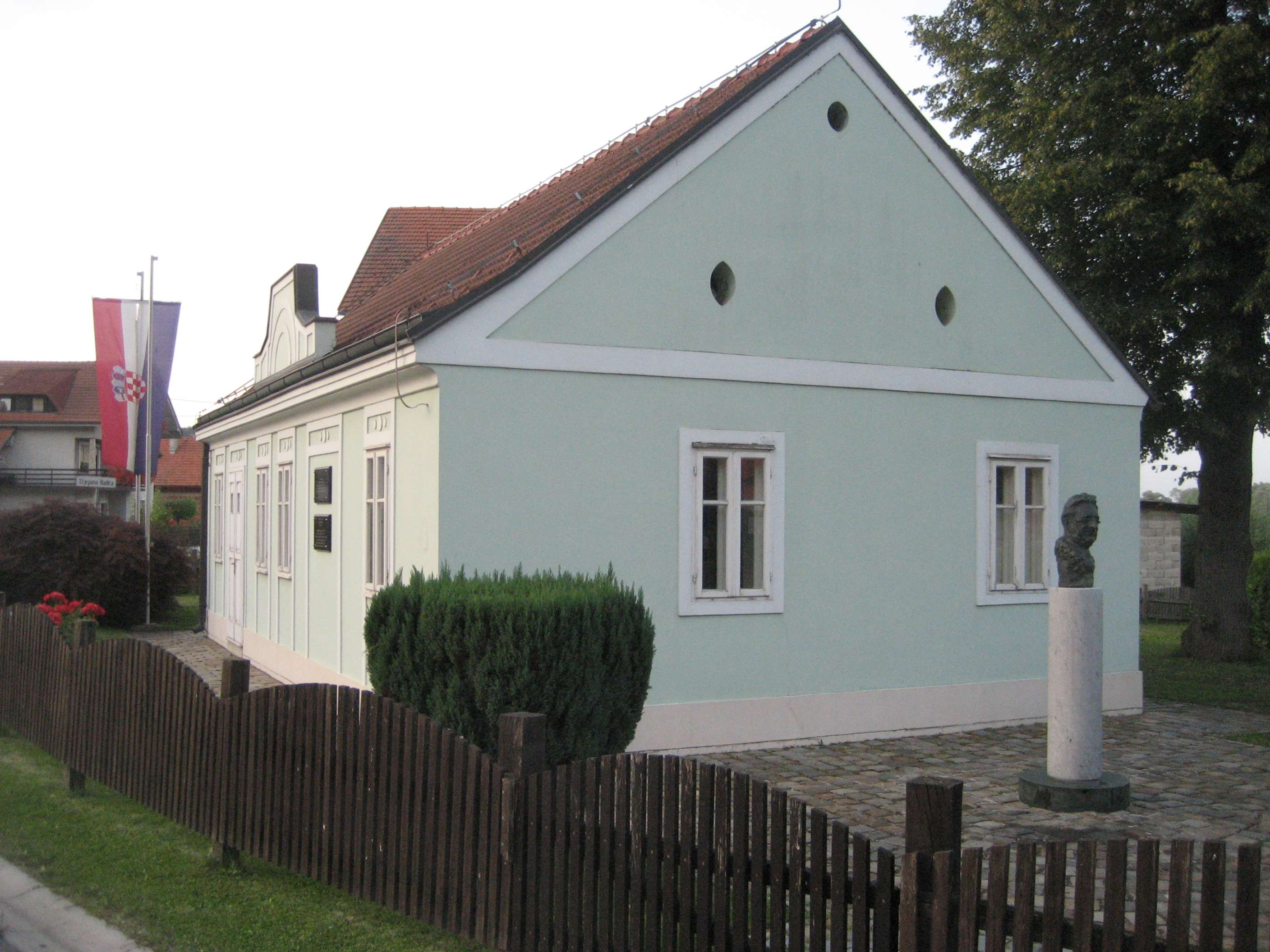
Veliko Trgovišće – dom Franja Tuđmana
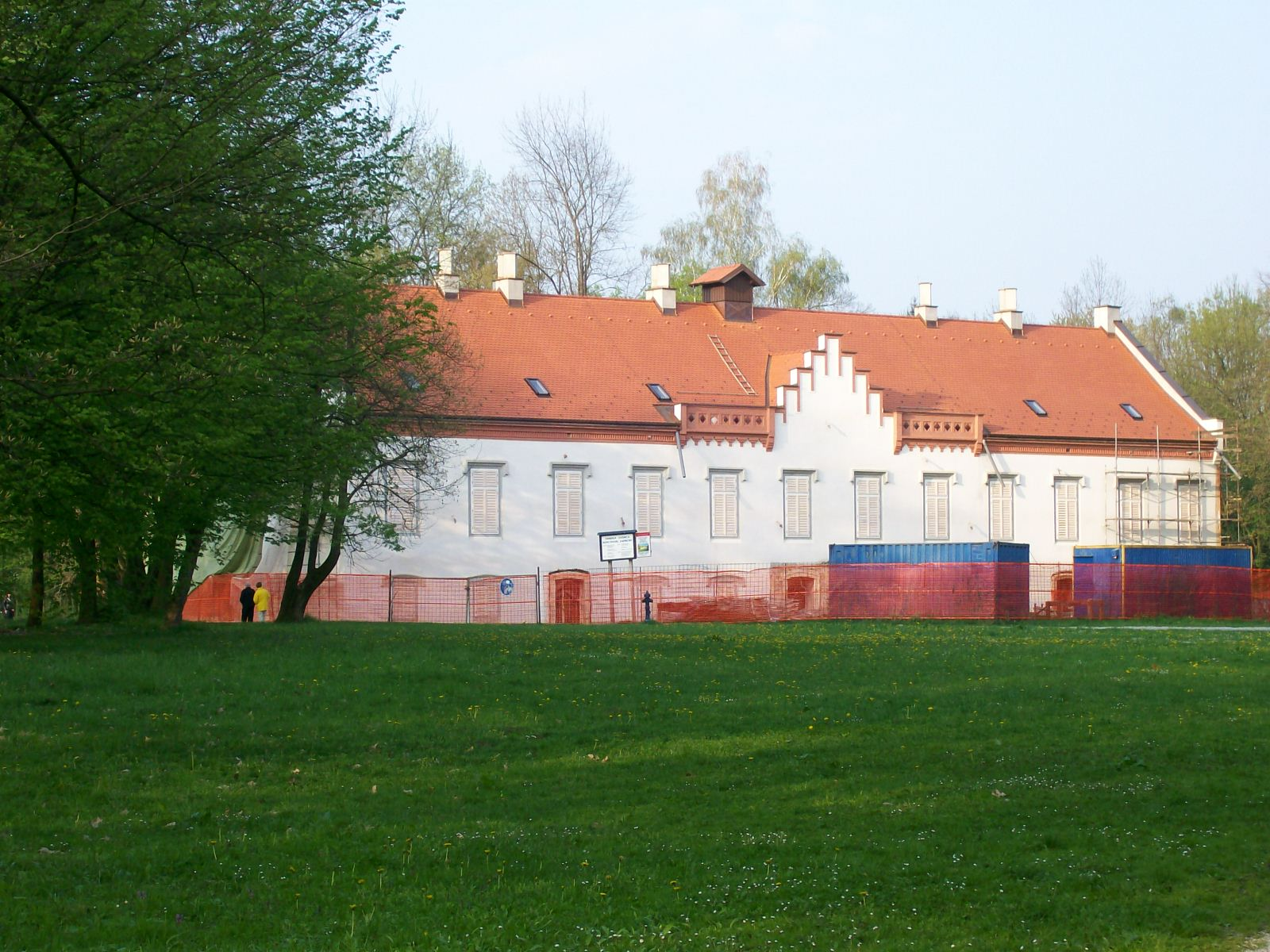
Dwór w Zaprešiciu
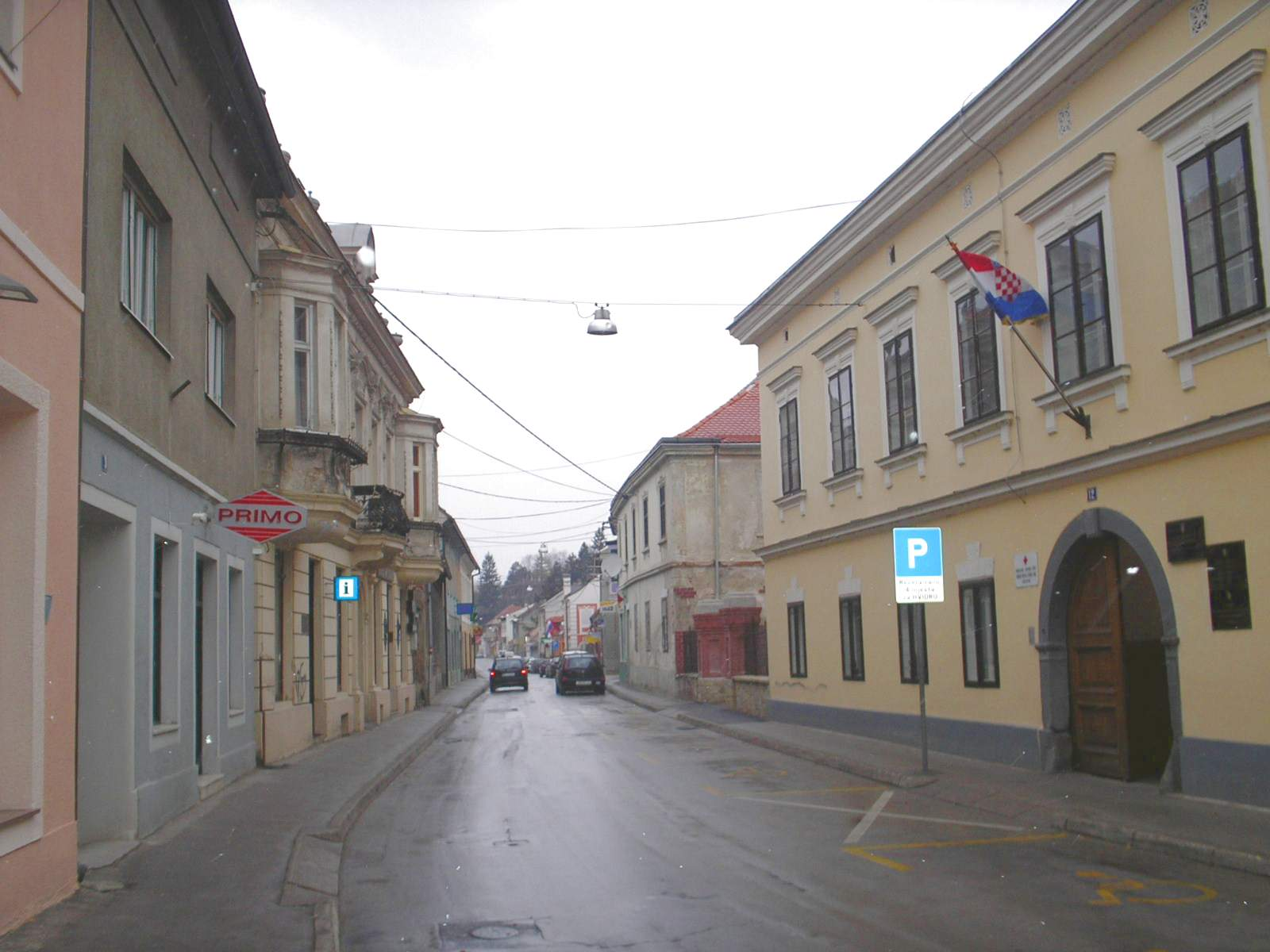
Centrum Krapiny
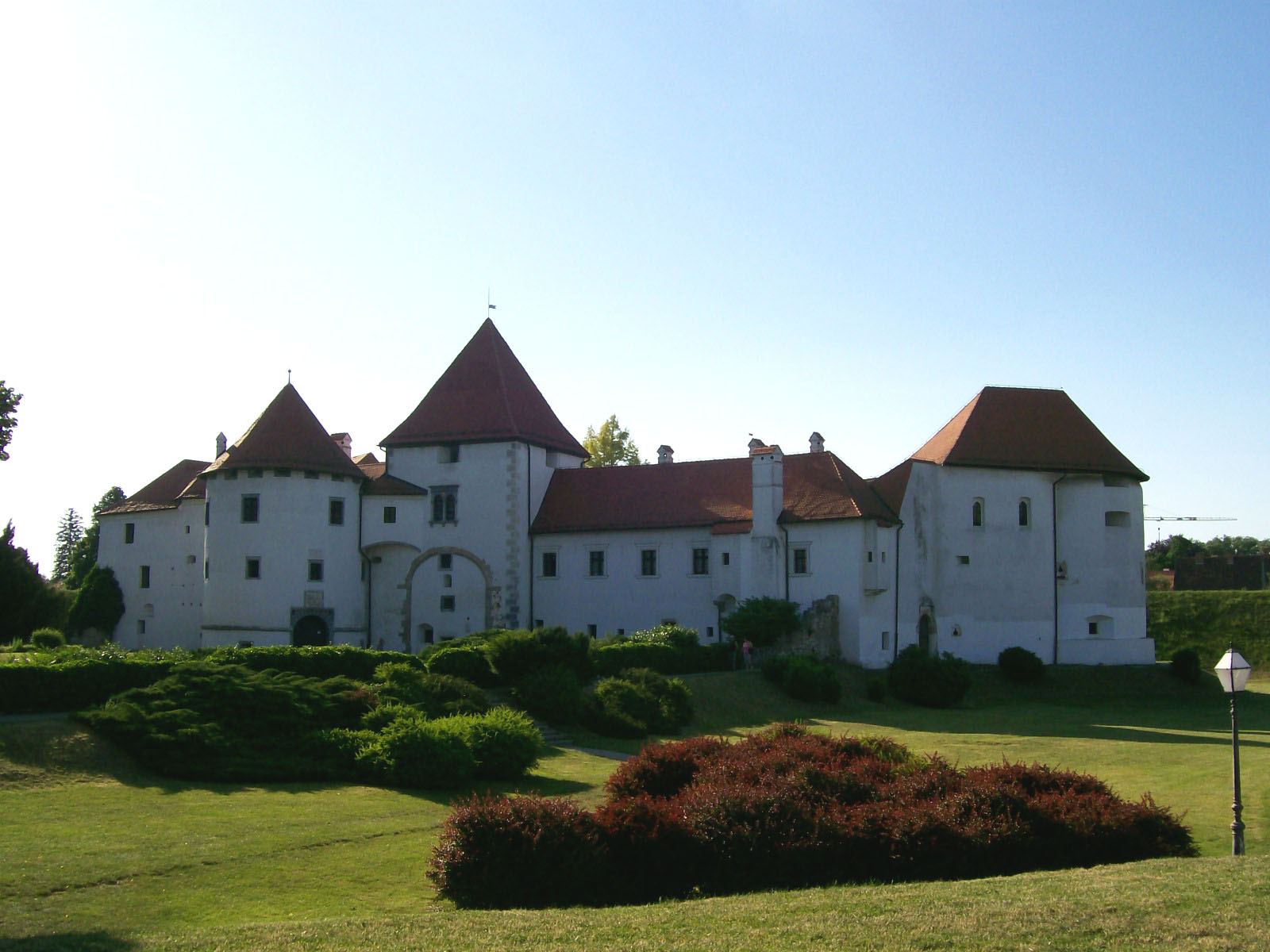
Stare miasto w Varaždinie
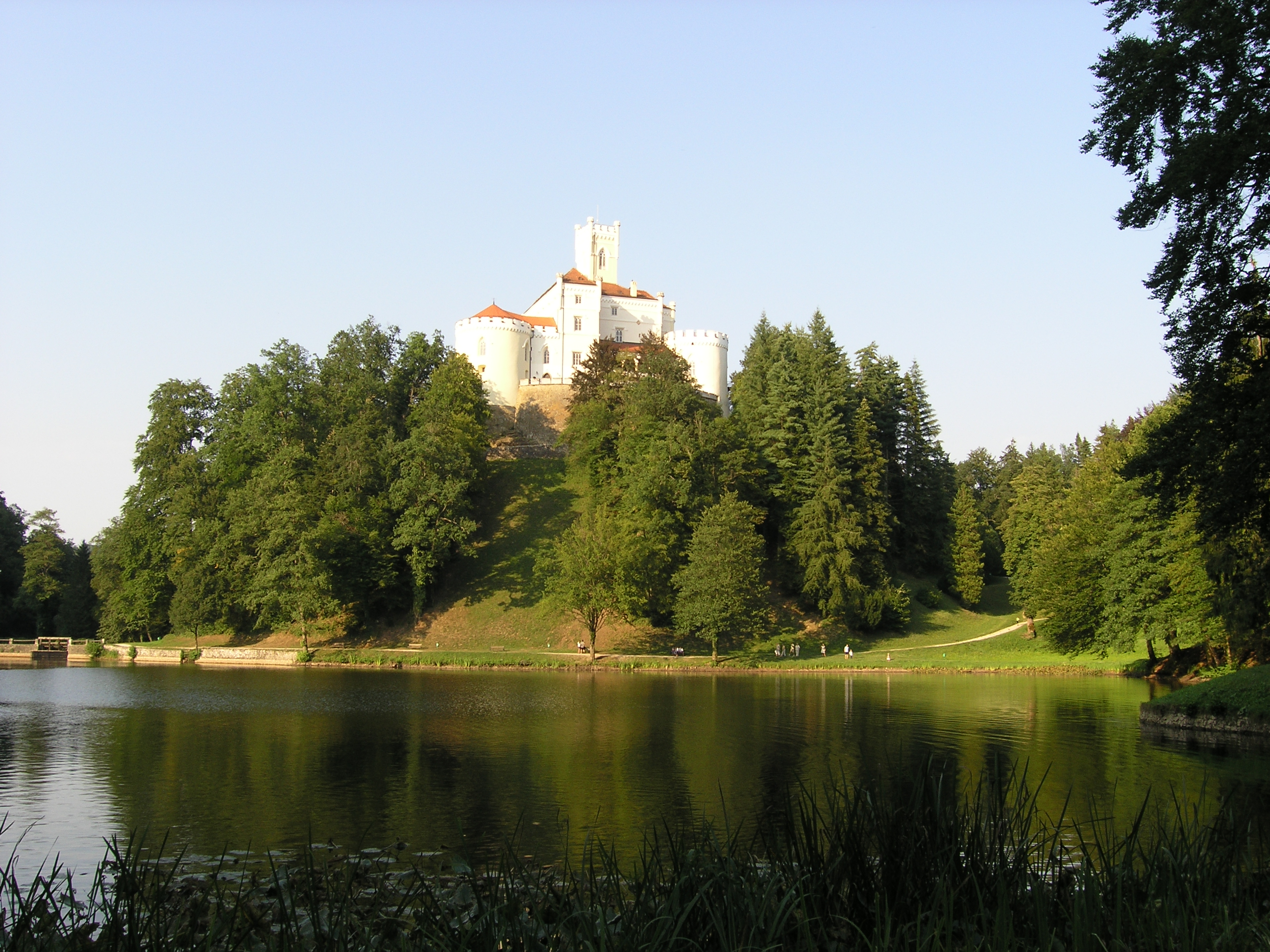
Trakošćansko jezero